# John Jones (1923−1988)
John Jones (ur. 17 lutego 1923 w Easington , zm. 9 marca 1998 w Bostonie) − Dyrektor Generalny brytyjskiej służby bezpieczeństwa MI5 w latach 1981–1985.

## Kariera
Wcześniej był funkcjonariuszem Wydziału F, zajmującego się wywiadem wewnętrznym, zwłaszcza gromadzeniem informacji o Komunistycznej Partii Wielkiej Brytanii, innych ugrupowaniach lewicowych i podejrzanych o działalność wywrotową. Za jego kadencji MI5 zaczęło stosować na wielką skalę techniki inwigilacji elektronicznej. Dane pochodzące z tych źródeł usunęły na plan dalszy informacje uzyskiwane przez agentów.
Jones odszedł ze stanowiska szefa MI5 w 1985 roku, jego miejsce zajął sir Anthony Duff.